# Wahinda
La tribu wahinda d'Àfrica oriental és esmenada a The Lake Regions of Central Africa: A Picture of Exploration, Vol. 2., P. 219 de Richard Francis Burton.
..De les tribus que habiten sobre Nyanaz, ... queden els Wahinda, un clan o classe al·ludida en aquest i un capítol anterior...

## Orígens
Els Wahninda (en singular Muhinda) són, segons alguns àrabs, una família estrangera i governant, que procedent d'un país llunyà, probablement a la veïna Somalilàndia, va conquistar les terres i es va convertir en sultans. Aquesta opinió sembla reposar sobre les peculiaritats físiques: la superioritat dels Wahinda en figura, estatura i complexió dels seus subjectes que suggereixen una diferència d'origen. Uns altres expliquen la paraula Muhinda que significa un cadet de família reial, i nomenen la classe Bayt el Saltanah, o la Casa Kingly. ...
Els Wahinda es troben a les regions d'Usui, Karagwah, Uhha, Uvinza, Uyungu, Ujiji, i Urundi, on vivien en boma (tancats) i poblats dispersos. D'aquesta raça es troben els sultans Suwarora dels Wasui, Armanika de Karagway, Kanoni d'Uhha, Kanze d'Uyungu, Mzogera d'Uvinza, Rusimba d'Ujiji, Mwezi d'Urundi, Mnyamurunde d'Uyofo, Gaetawa d'Uhayya, i Mutawazi d'Utumbara. Els Wahinda afecten una dieta de llet que és molt engreixant, i s'ungeixen abundantment amb mantega i ghee per suavitzar i polir la pell. No venen mai com a esclaus als seus companys de clan, són hospitalaris i civils amb els desconeguts, poques vegades porten armes, no temen res de la gent, i no poden ser assassinats fins i tot en la batalla. Els seus ministres són els Watosi, una raça que s'ha descrit quan es tracta de la seva seu a Karagwah".

## Costums
Sobre instruments musicals - Tambors s'ha trobat trobar aquesta referència:
Una tribu d'Àfrica oriental, els Wahinda, creia que era tan sagrat que veure un tambor seria mortal per a qualsevol altra persona que no fos el sultà.
Una altra referència a la Wahinda en relació amb els tambors provenen d'un Sacred Beat: from the heart of the drum circle, per Telesco i Waterhawk
...Aquí hi ha un "mite" sobre el tambor que cal aclarir. Molta gent pensa en el tambor com a eina d'home. No obstant això, les històries del poble egipci, semític, sumeri i wahinda ens parlen de dones que utilitzen aquests instruments. ... Entre els Wahinda de l'est d'Àfrica, es considera un desig de mort per a un home que fins i tot "miri" un tambor. Només s'atreveixen a portar-lo de nit, i millor encara durant la lluna nova, per la qual cosa no es pot veure. ...
Avui dia, els muhinda semblen habitar parts de Tanzània, Uganda i Rwanda com a mínim. Sam Magara, un cap militar d'Uganda, era del clan Muhinda del Bahima.
Novament, els prínceps de Bunyoro es diuen Wawitu i apunten cap al nord quan se li pregunta a on està el seu país Uwitu, dubtosament dient, quan es pregunta sobre la seva distància: "Com podem explicar les circumstàncies que van tenir lloc? en els temps dels nostres avantpassats? Només pensem que és en algun lloc proper al vostre país". Tot i que, tanmateix, aquesta poble interessant, els Wahuma, que es delecta amb suposar-se que són d'origen europeu, es veuen obligats a confessar, en un examen més detallat, que tot i que van venir, en primer lloc, del dubtós nord, van arribar finalment des de l'est, com a part d'una tribu poderosa, més enllà de Kidi, que sobresurt en armes, i són tan ferotges i terribles en la guerra tal com es descriu, que hom no se'ls pot resistir. Això apunta, si els nostres mapes són veritables, als galles, perquè tots els pastors en la ment d'aquestes persones són Wahuma; i si només poguéssim reconciliar-nos amb la creença que els Wawitu van derivar el seu nom d'Omwita, l'últim lloc que van atacar a la costa est d'Àfrica, llavors tot quedaria clar: perquè s'ha de notar el Wakama o els reis quan se'ls demana a quina raça li deuen el seu origen, invariablement responen, en primer lloc, dels prínceps, donant-los, per exemple, els títols Wawitu a Unyoro i Wahinda a Karague), el que és probablement causat perquè mai s'han fet una pregunta semblant abans, mentre que el llenguatge els introdueix a prendre el nom que s'aplica al seu país.